# Ahr (rivier)
De Ahr is een rivier in Duitsland. De bron bevindt zich in de Eifel op ongeveer 474 meter boven zeeniveau in het centrum van Blankenheim. Hier ontspringt de rivier in de kelder van een halfhouten huis in de nabijheid van het kasteel van Blankenheim. Na 68 kilometer verlaat de rivier de deelstaat Rijnland-Palts en stroomt Noordrijn-Westfalen binnen.
De Ahr stroomt door de dorpen Schuld, Altenahr en Bad Neuenahr-Ahrweiler. Tussen Remagen en Sinzig (ten zuiden van Bonn), op ongeveer 50 meter boven zeeniveau, mondt de rivier uit in de Rijn. De totale lengte van de rivier bedraagt ongeveer 86 kilometer. De Ahr is veelal een snelstromende beek. 
Vanaf Altenahr bevindt zich wijnbouw in het Ahrdal en de Ahr geeft zijn naam aan een van de noordelijkste wijnstreken in Duitsland.
Langs de Ahr ligt een toeristische fietsroute, de Ahrradweg, van 77 kilometer. Deze voert vanaf de bron Blankenheim tot aan Remagen. De fietsroute ligt tot Altenahr voor het grootste deel op een oude spoorlijn die na de Tweede Wereldoorlog niet verder werd hersteld dan van Remagen tot Altenahr.
Het Ahrdal werd zwaar getroffen door overstromingen in juni 1910 en opnieuw door de overstromingen in Europa in juli 2021.
- Gemeinsame Normdatei: 4000816-2
- Virtual International Authority File: 251144783122514766928
- WorldCat: E39PBJv8DMcqjwXfj9KKDPFR8C